# Delphinium wuqiaense
Delphinium wuqiaense är en ranunkelväxtart som beskrevs av Wen Tsai Wang. Delphinium wuqiaense ingår i släktet storriddarsporrar, och familjen ranunkelväxter. Inga underarter finns listade i Catalogue of Life.